# لورينتيس روس
لورينتيس روس (بالرومانية: Laurențiu Rus)‏ هو لاعب كرة قدم روماني في مركز الوسط، ولد في 7 مايو 1985 في كلوج نابوكا في رومانيا. لعب مع جامعة كلوج ودينامو بوخارست وسي إف آر كلوج ونادي أسترا جورجو ونادي أوتيلول ريشيتا ونادي بترولول بلويشتي ونادي بوليتكنيكا ياش ونادي تارغو موريش.

## وصلات خارجية
- لورينتيس روس على موقع الاتحاد الأوربي (الإنجليزية)
- لورينتيس روس على موقع قاعدة بيانات كرة القدم.إي يو (الإنجليزية)
- لورينتيس روس على موقع Soccerway.com (الإنجليزية)
- لورينتيس روس على موقع عالم كرة القدم.نت (الإنجليزية)
- لورينتيس روس على موقع AS.com (الإسبانية)